# Асаґо
35°19′30″ пн. ш. 134°51′00″ сх. д. / 35.32500° пн. ш. 134.85000° сх. д.
Асаґо (яп. 朝来市) — місто в Японії, у префектурі Хьоґо. Утворене 1 квітня 2005 року, після злиттям з Асаґо міст Ікуно, Санто і Вадаяма.
Площа міста становить 402,98 км, населення — 31 216 осіб (1 серпня 2014), щільність населення — 77,46 чол./км².

## Географія
Місто Асага розташоване в центральній частині острова Хонсю, в префектурі Хьоґо, північніше Кіото і південніше міста Тойоока. Через місто протікає річка Ітікава.

## Галерея

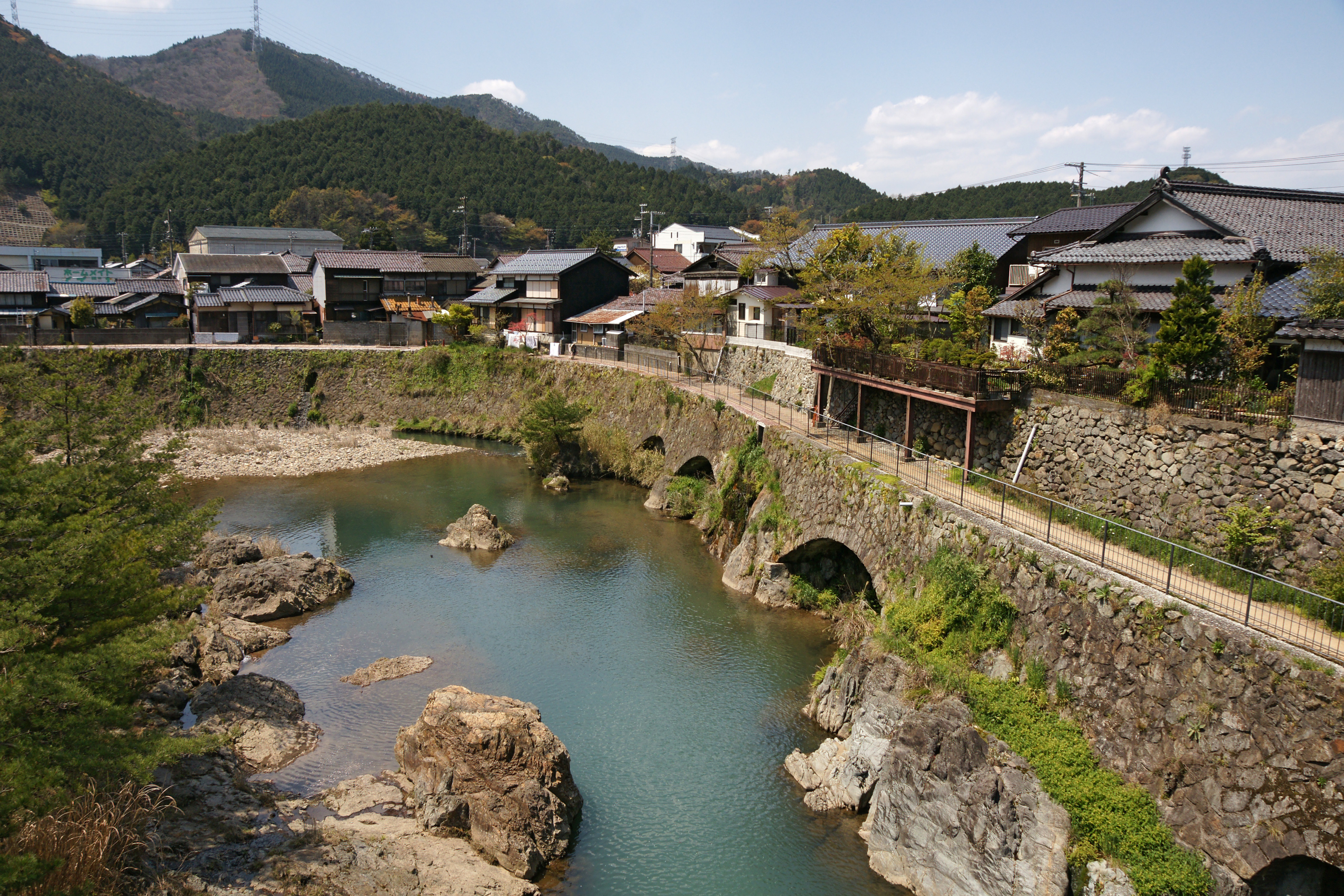
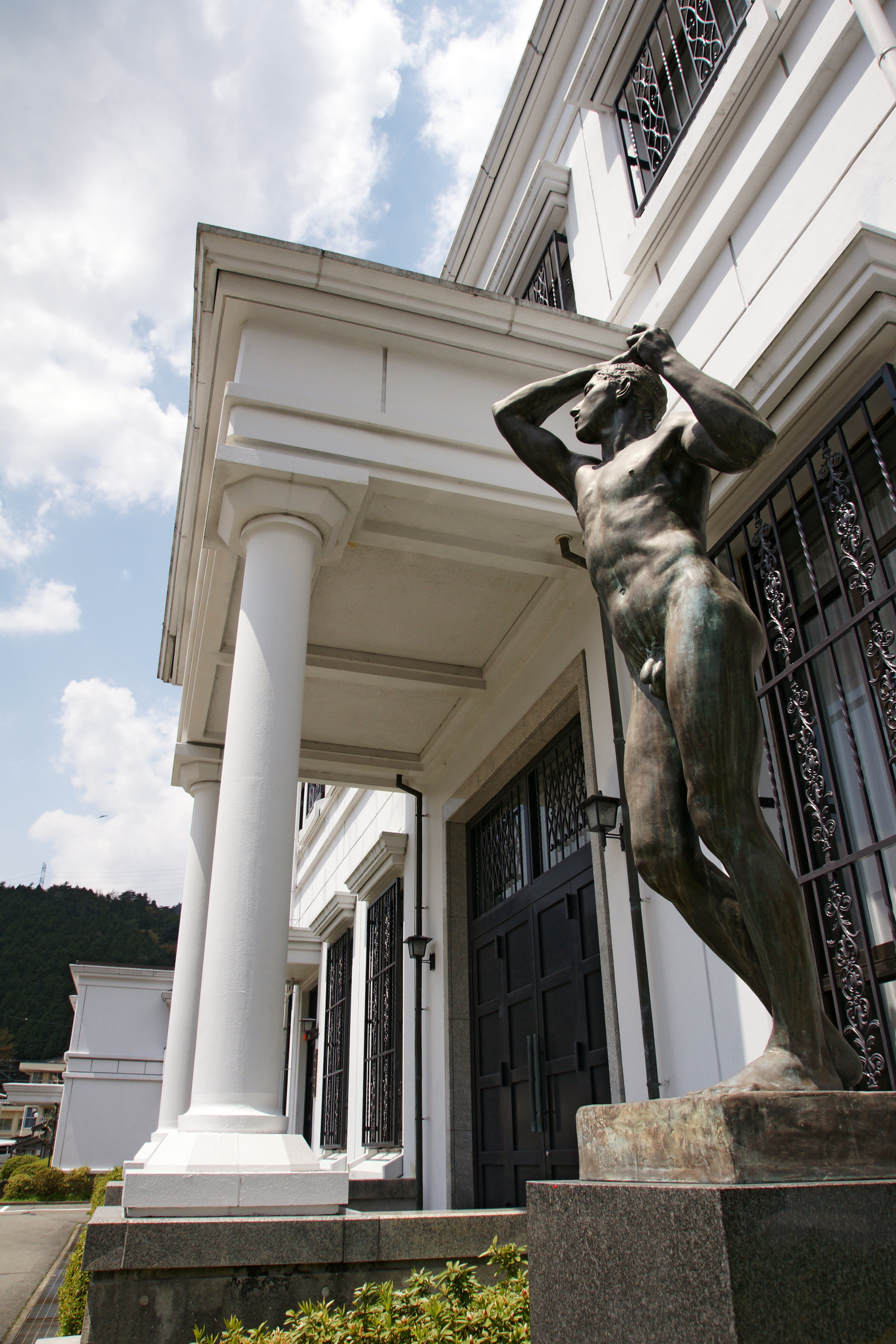
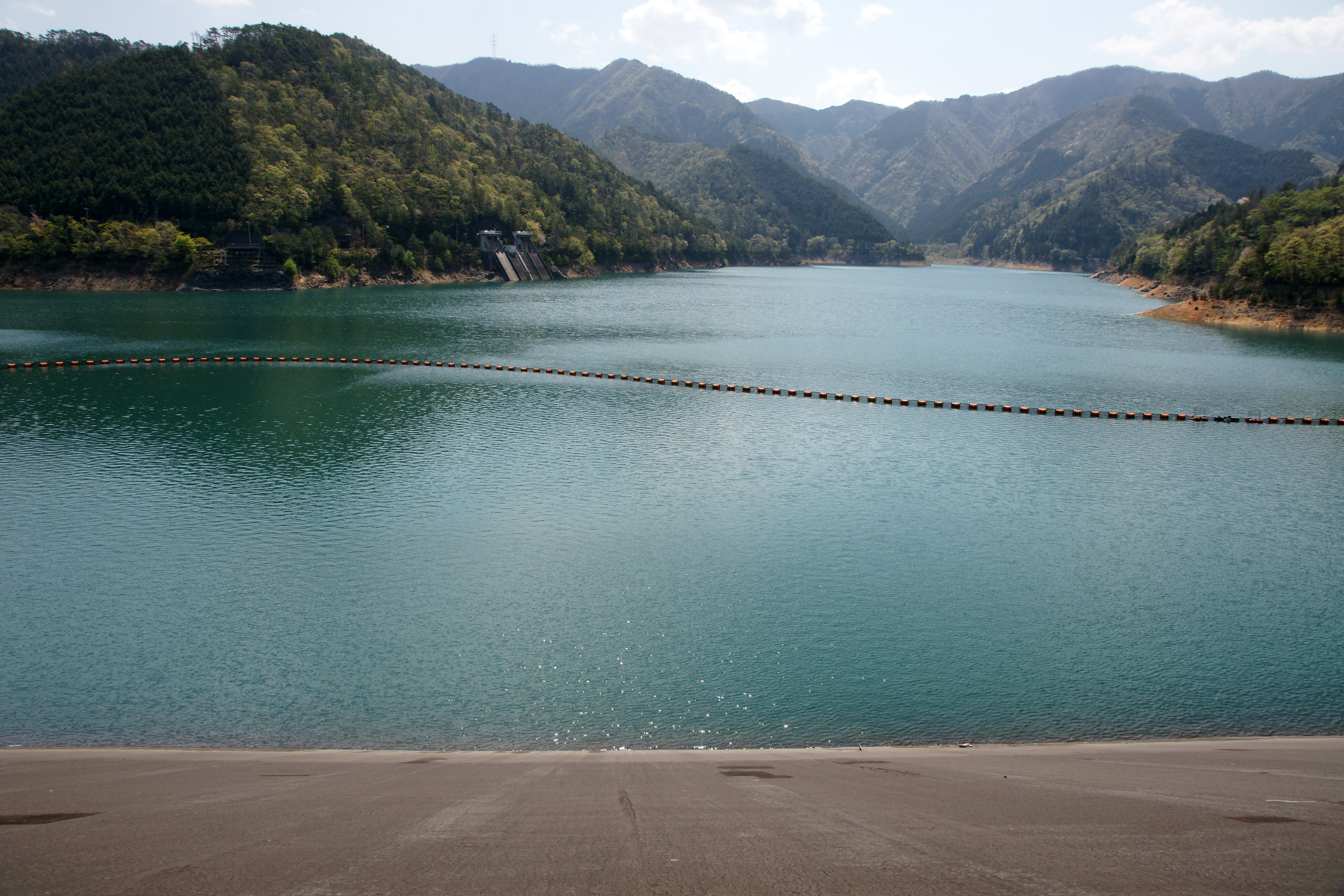
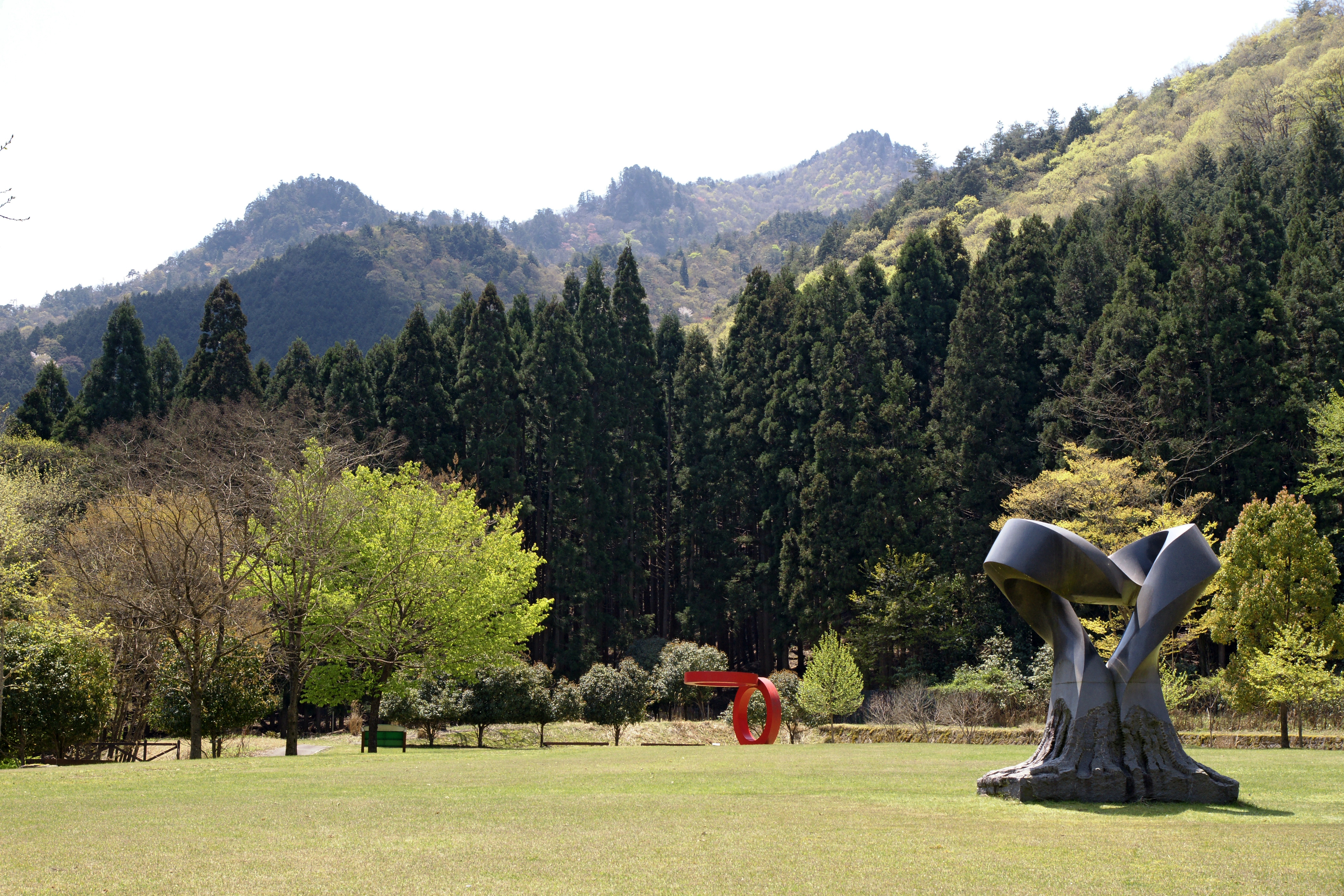

## Персоналії
- Сімура Такасі (1905—1982) — японський актор.